# Сентеш
Се́нтеш (венг. Szentes) — город на юге Венгрии в регионе Южный Альфёльд, в медье Чонград-Чанад. Третий по населению город медье после столицы — Сегеда и Ходмезёвашархея. Население — 31 082 человека (2001).

## География и транспорт

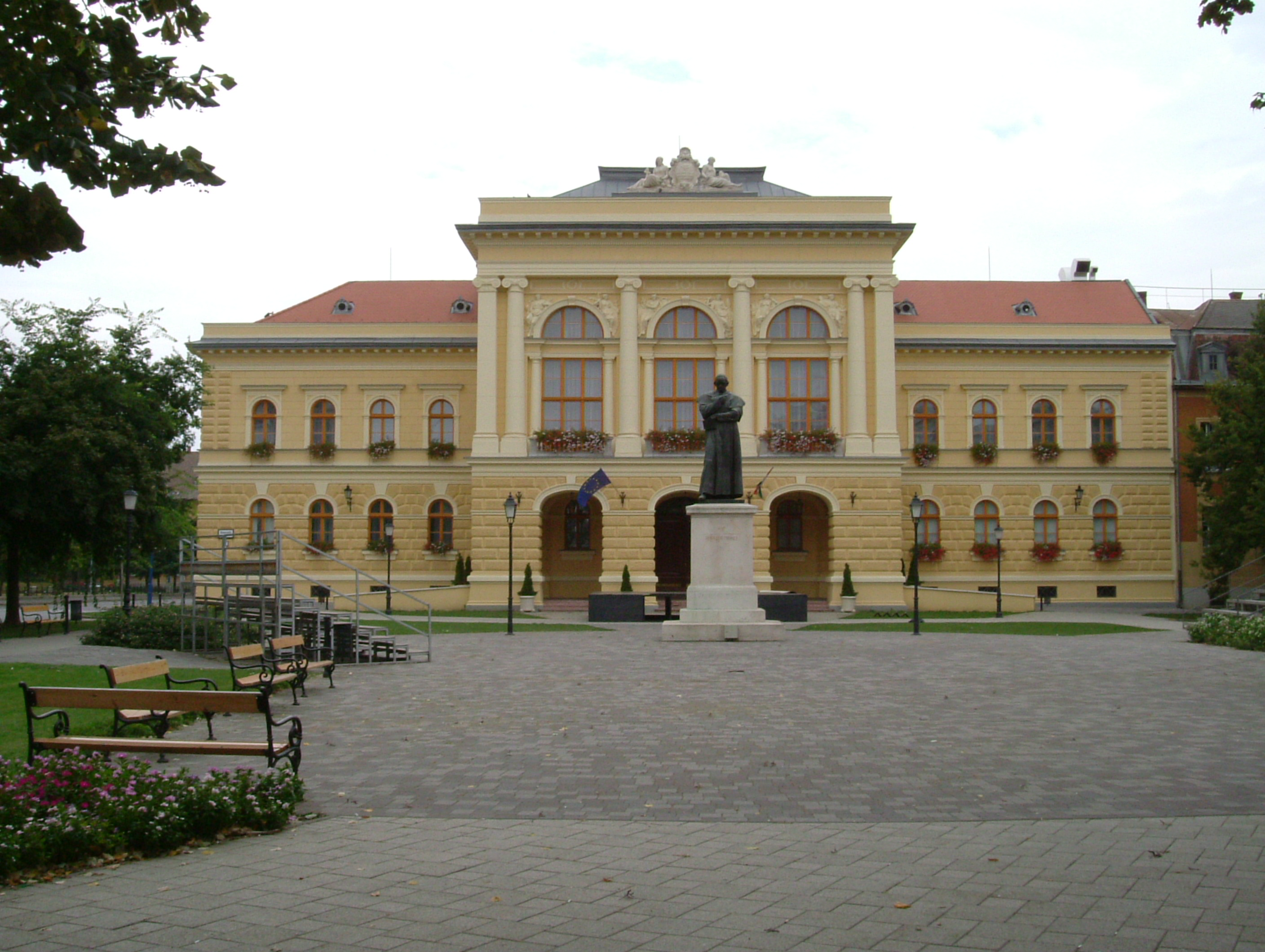
Старая ратуша

Сентеш находится в 50 километрах к северо-востоку от Сегеда и в 30 километрах к северу от города Ходмезёвашархей. Город стоит на одном из рукавов реки Тиса, основное русло реки лежит в трёх километрах к западу. Железнодорожный узел. Автодороги ведут из Сентеша в Ходмезёвашархей, Сегед, Кунсентмартон, Бекешчабу, Кечкемет.

## Экономика
Основа экономики Сентеша — пищевая промышленность. В городе расположено несколько предприятий по переработке овощей и фруктов, мельницы, комбикормовые заводы.

## Археология
В 1950 году венгерским археологом М. Пардуцем недалеко от города был обнаружен могильник скифского времени, получивший имя Сентеш или Сентеш-Векерзуг. Могильник насчитывает свыше 150 погребений, в которых найдено большое количество предметов быта и украшений.

## Достопримечательности
- Лютеранская церковь
- Православная церковь
- Старая ратуша

## Население
| Год  | Численность | Численность |
| ---- | ----------- | ----------- |
| 2013 | 28 456      | [ 3 ]       |
| 2014 | 28 190      | [ 4 ]       |
| 2018 | 27 080      | [ 5 ]       |
| 2021 | 26 218      | [ 6 ]       |
| 2022 | 25 079      | [ 7 ]       |
| 2023 | 25 417      | [ 8 ]       |
| 2024 | 24 905      | [ 2 ]       |

## Города-побратимы
- Dumbrăvița[вд], Румыния[9]
- Svätuše[вд], Словакия[9]
- Бачка-Топола, Сербия[9]
- Буньоль, Испания[9]
- Каарина, Финляндия[9]
- Маркгрёнинген, Германия[9]
- Санкт-Августин, Германия[9]
- Севлиево, Болгария[9]
- Скерневице, Польша[9]
- Сфынту-Георге, Румыния[9]
- Хоф-Ашкелон, Израиль[9]